# Souvanhpheng Bouphanouvong
Souvanhpheng Bouphanouvong là một chính trị gia người Lào. Bà là đảng viên Đảng Nhân dân Cách mạng Lào. Năm 2008, bà là đại biểu Quốc hội Lào đại diện cho thành phố Viêng Chăn (Khu vực 1).